# Împăratul Nakamikado
Nakamikado (中御門天皇 Nakamikado-tennō?,  n. 14 ianuarie 1702, Kyoto, Japonia – d. 10 mai 1737, Kyoto, Japonia) a fost un împărat al Japoniei.